# Bothriomyrmex costae
Bothriomyrmex costae är en myrart som beskrevs av Carlo Emery 1869. Bothriomyrmex costae ingår i släktet Bothriomyrmex och familjen myror. Inga underarter finns listade.